# 時なずみ、二人なずむ。
『時なずみ、二人なずむ。』（ときなずみ、ふたりなずむ。）は、中村紗弓による日本の漫画作品。『ChuChu』（小学館）にて2006年2月号より同年5月号まで連載された。

## 登場人物
池部 春日（いけべ はるひ）
主人公。小学生の頃から凌が好き。中学校は凌とは違い公立に通うが、凌を忘れられず、凌のいる高校を受験し、再会する。元気な性格。
矢田 凌（やだ しのぐ）
春日と同じ仲良しグループ。小学生の頃から春日と遊んでいたが、凌は卒業式の日に萌に告白する。高校で春日と再会し、凌は春日と萌の間で迷うが...。
井上 萌（いのうえ もえ）
おとなしい性格の女の子。小学生の頃、凌にやさしくするも、凌はきつい態度ばかりとってくる。だが、それは凌にとっての「特別扱い」だと知り、凌とつきあう。
松本 佳（まつもと かい）
春日たちの高校の姉妹校の生徒。関西弁を使う。萌のことが好きになった。

## こぼれ話
春日、凌、萌の通う学校「N大付属高校」は、奈良県に実際に存在する学校であり、Nの部分に奈良が入る。「N大付属中学校」は存在しない。

## 書誌情報
- 中村紗弓『時なずみ、二人なずむ。』小学館〈ちゅちゅコミックス〉、2006年7月29日発売、ISBN 978-4-09-130609-8、全1巻